# In ogni caso nessun rimorso
In ogni caso nessun rimorso è un romanzo di Pino Cacucci del 1994 basato sulla vita di Jules Bonnot e la famosa Banda Bonnot.

## Edizioni
Pubblicato per la prima volta nel 1994 dalla casa editrice Longanesi, venne successivamente ripubblicato prima da TEA e poi da Feltrinelli nel 2001.

## Teatro
Esiste una versione teatrale del romanzo portata in scena dalla compagnia Borgobonó formata da Elisa Proietti, Andrea Sorrentino, Mauro Pasqualini, Adele Pardi e Annalisa Cima. "In Ogni Caso Nessun Rimorso", ispirato all'omonimo romanzo di Pino Caccucci, ha debuttato il 30 aprile 2015 al Teatro Piccolo Orologio di Reggio Emilia. Già in fase di allestimento lo spettacolo è risultato vincitore di diversi premi: Premio Giovani Realtà del Teatro 2013, Premio Young Station 5, Bando Giovani Direzioni 2014. Nel 2017 è stato selezionato per la rassegna CONvergenzeVisionarie di Fondazione Nuovo Teatro Faraggiana nell'ambito de L'Italia dei Visionari, in scena a Novara il 16 marzo 2018. 
Nel 2019 lo spettacolo vince  l'XI edizione della rassegna Salviamo i Talenti - premio Attilio Corsini  e sarà ospitato al teatro Vittoria di Roma nella stagione 2021-2022 